# المغرب في الألعاب الأولمبية الصيفية 2020
تنافس المَغْرِب في الألعاب الأولمبية الصيفية 2020 في طوكيو. كان من المقرر أصلاً عقدها في الفترة من 24 يوليو إلى 9 أغسطس 2020 ، وقد تم تأجيل الألعاب إلى 23 يوليو إلى 8 أغسطس 2021 بسبب جائحة فيروس كورونا. وكان حضورها يُمثل الظهور الخامس عشر لهذا البلد في الألعاب الأولمبية الصيفية.

## الميداليات
| الميدالية | الرياضي       | الرياضة     | المُسابقة       | تاريخ التتويج |
| --------- | ------------- | ----------- | -------------- | ------------- |
| ذهبية     | سفيان البقالي | ألعاب القوى | 3000 متر موانع | 2 أغسطس 2021  |

| الرياضة     | الأول | الثاني | الثالث | المجموع |
| ألعاب القوى | 1     | 0      | 0      | 1       |
| المجموع     | 1     | 0      | 0      | 1       |

| الميداليات حسب التاريخ | الميداليات حسب التاريخ | الميداليات حسب التاريخ | الميداليات حسب التاريخ | الميداليات حسب التاريخ | الميداليات حسب التاريخ |
| ---------------------- | ---------------------- | ---------------------- | ---------------------- | ---------------------- | ---------------------- |
| التاريخ                | الأول                  | الثاني                 | الثالث                 | المجموع                |                        |
| 2 أغسطس                | 1                      | 0                      | 0                      | 1                      |                        |
| المجموع                | 1                      | 0                      | 0                      | 1                      |                        |

## ألعاب القوى
الرياضيون المغاربة المتأهلين حققوا معايير الدخول، إما عن طريق وقت التأهيل أو الترتيب العالمي في سباقات المضمار والميدان التالية (بحد أقصى 3 رياضيين في كل حدث):

### سباقات المسار والطريق

#### رجال
| الرياضي            | الحدث          | التصفيات   | التصفيات | نصف النهائي | نصف النهائي | النهائي  | النهائي  |
| الرياضي            | الحدث          | نتيجة      | رتبة     | نتيجة       | رتبة        | نتيجة    | رتبة     |
| ------------------ | -------------- | ---------- | -------- | ----------- | ----------- | -------- | -------- |
| عبد العاطي الكص    | 800 متر        | 1:44.84 PB | 4 q      | 1:46.85     | 8           | لم يتأهل | لم يتأهل |
| أسامة نبيل         | 800 متر        | 1:45.64    | 5 q      | 1:46.42     | 4           | لم يتأهل | لم يتأهل |
| مصطفى إسماعيلي     |                | 1:46.05    | 4        | لم يتأهل    | لم يتأهل    | لم يتأهل | لم يتأهل |
| سفيان البقالي      | 1500 متر       | DNF        | -        | لم يتأهل    | لم يتأهل    | لم يتأهل | لم يتأهل |
| أنس الساعي         | 1500 متر       | 3:45.92    | 11       | لم يتأهل    | لم يتأهل    | لم يتأهل | لم يتأهل |
| عبد العاطف صديقي ‏  | 1500 متر       | 3:36.23    | 5 Q      | 3:33.59 PB  | 8           | لم يتأهل | لم يتأهل |
| زهير الطالبي       | 5000 متر       |            |          |             |             |          |          |
| سفيان بوقنطار      | 5000 متر       | 13:43.97   | 12       | غ/م         | غ/م         | لم يتأهل | لم يتأهل |
| زهير الطالبي       | 10000 متر      |            |          | غ/م         | غ/م         |          |          |
| عبد الكريم بنزهرة ‏ | 3000 متر موانع | 8:28.63 SB | 10       | غ/م         | غ/م         | لم يتأهل | لم يتأهل |
| سفيان البقالي      | 3000 متر موانع | 8:19.00    | 1 Q      | غ/م         | غ/م         | 8:08.90  | الأول    |
| محمد تيندوفت       | 3000 متر موانع | 8:15.91    | 5 q      | غ/م         | غ/م         | 8:23.56  | 13       |
| محمد رضى الأعرابي  | ماراثون        | غ/م        | غ/م      | غ/م         | غ/م         | 2:12:22  | 11       |
| عثمان الكومري      | ماراثون        | غ/م        | غ/م      | غ/م         | غ/م         | 2:11:58  | 9        |
| حمزة السهلي ‏       | ماراثون        | غ/م        | غ/م      | غ/م         | غ/م         | 2:14:48  | 18       |

#### نساء
| رياضية        | الحدث    | التصفيات | التصفيات | نصف النهائي | نصف النهائي | النهائي  | النهائي  |
| رياضية        | الحدث    | نتيجة    | رتبة     | نتيجة       | رتبة        | نتيجة    | رتبة     |
| ------------- | -------- | -------- | -------- | ----------- | ----------- | -------- | -------- |
| رباب عرافي    | 800 متر  | 2:00.96  | 3 Q      | 1:59.86     | 6           | لم تتأهل | لم تتأهل |
| رباب عرافي    | 1500 متر | لم تُكمل  | لم تُكمل  | لم تتأهل    | لم تتأهل    | لم تتأهل | لم تتأهل |
| سهام الهيلالي | 5000 متر | لم تشارك | لم تشارك | لم تشارك    | لم تشارك    | لم تشارك | لم تشارك |
| رقية المقيم   | ماراثون  | غ/م      | غ/م      | غ/م         | غ/م         | 2:40:10  | 56       |
| ماجدة ماعيوف  | ماراثون  | لم تشارك | لم تشارك | لم تشارك    | لم تشارك    | لم تشارك | لم تشارك |
| سعاد كنبوشية  | ماراثون  | لم تشارك | لم تشارك | لم تشارك    | لم تشارك    | لم تشارك | لم تشارك |

## تايكواندو
تأهل من المغرب ثلاثة رياضيين في منافسات التايكوندو إلى الألعاب الأولمبية الصيفية 2020. احتل لاعبو المنتخب المغربي أشرف محبوبي وأميمة البوشتي وندى الأعرج أحسن مركزين في وزن الوسط للرجال (80 كجم) ووزن الذبابة للسيدات (49 كجم) وفئة الوزن الخفيف للسيدات (57 كجم) على التوالي في بطولة التصفيات الأفريقية 2020 بالرباط.
| الرياضي       | الحدث   | دور 16                                            | ربع النهائي                          | نصف النهائي   | الملحق                           | النهائي       | النهائي  |
| الرياضي       | الحدث   | الخصم النتيجة                                     | الخصم النتيجة                        | الخصم النتيجة | الخصم النتيجة                    | الخصم النتيجة | ترتيب    |
| ------------- | ------- | ------------------------------------------------- | ------------------------------------ | ------------- | -------------------------------- | ------------- | -------- |
| أشرف محبوبي   | -80 كغ  | Cissé (ساحل العاج) · فور 21–11                    | صالح الشرباتي (الأردن) · خسارة 15–17 | لم يتأهل      | Ordemann (النرويج) · خسارة 10–25 | لم يتأهل      | لم يتأهل |
| أميمة البوشتي | -49 كلغ | Sim (كوريا الجنوبية) · خسارة 10–19                | لم تتأهل                             | لم تتأهل      | لم تتأهل                         | لم تتأهل      | لم تتأهل |
| ندى الأعرج    | -57 كلغ | أناستاسيا زولوتيك (الولايات المتحدة) · خسارة 4–11 | لم يتأهل                             | لم يتأهل      | İlgün (تركيا) · خسارة 0–6        | لم يتأهل      | لم يتأهل |

## التجذيف
تأهل من المغرب قارب واحد في سباقات التجديف الفردي سيدات إلى الألعاب الأولمبية الصيفية 2020 من خلال احتلاله المركز الرابع في النهائي الأول، وحصوله على المركز الثاني من بين خمسة أرصفة متاحة في سباق القوارب المؤهلة للألعاب الأولمبية الإفريقية (FISA 2019) في تونس العاصمة. مما يمثل أول ظهور للبلاد في هذه الرياضة.
| الرياضي         | الحدث                                    | التصفيات | التصفيات | الملحق  | الملحق  | ربع النهائي | ربع النهائي | نصف النهائي | نصف النهائي | النهائي | النهائي |
| الرياضي         | الحدث                                    | التوقيت  | المرتبة  | التوقيت | المرتبة | التوقيت     | المرتبة     | التوقيت     | المرتبة     | التوقيت | المرتبة |
| --------------- | ---------------------------------------- | -------- | -------- | ------- | ------- | ----------- | ----------- | ----------- | ----------- | ------- | ------- |
| سارة فراينكارت ‏ | سباق التجديف الفردي للسيدات [الإنجليزية] | 8:32.78  | 5 R      | 8:42.78 | 5 SE/F  | غ/م         | غ/م         | 8:43.90     | 2 FE        | 8:25.38 | 29      |

## الجيدو
أهل المغرب بطلتين في مسابقة الجودو في البطولة الأولمبية بناءً على التصنيف الفردي للاتحاد الدولي للجودو.
| الرياضي      | الحدث        | دور 32                           | دور 16                                       | ربع نهائي     | نصف نهائي     | ملحق          | النهائي / مركز ثالت | النهائي / مركز ثالت |
| الرياضي      | الحدث        | الخصم النتيجة                    | الخصم النتيجة                                | الخصم النتيجة | الخصم النتيجة | الخصم النتيجة | الخصم النتيجة       | المرتبة             |
| ------------ | ------------ | -------------------------------- | -------------------------------------------- | ------------- | ------------- | ------------- | ------------------- | ------------------- |
| سومية إيراوي | سيدات 52 كلغ | Warasiha (تايلاند) · فوز 10–00   | تشيلسي جايلز (بريطانيا العظمى) · خسارة 00–10 | لم تتأهل      | لم تتأهل      | لم تتأهل      | لم تتأهل            | لم تتأهل            |
| أسماء نيانغ  | سيدات 70 كلغ | Bellandi (إيطاليا) · خسارة 00–01 | لم تتأهل                                     | لم تتأهل      | لم تتأهل      | لم تتأهل      | لم تتأهل            | لم تتأهل            |

## رفع الأثقال
كسب رافعو الأثقال المغاربة لبطاقة واحدة في هذه الألعاب، بناءً على قائمة التأهل لتصنيفات طوكيو 2020 المؤرخة 11 يونيو 2021.
| الرياضي         | الحدث  | انتزاع  | انتزاع | نتر     | نتر    | المجموع | الرتبة |
| الرياضي         | الحدث  | النتيجة | الرتبة | النتيجة | الرتبة | المجموع | الرتبة |
| --------------- | ------ | ------- | ------ | ------- | ------ | ------- | ------ |
| عبد الرحيم موم ‏ | 73 كلغ | 127     | 13     | 151     | 14     | 278     | 14     |

## ركوب الأمواج
تأهل من المغرب راكب أمواج واحد للمنافسة في الركوب القصير للرجال في الألعاب الأولمبية الصيفية 2020. حصل رمزي بوخيام على مكان للتأهل لبلده كأعلى تصنيف وافضل راكب أمواج من إفريقيا في منافسات ركوب الأمواج العالمية 2019 في ميازاكي باليابان.
| الرياضي     | الحدث                | الجولة 1 | الجولة 1 | الجولة 2 | الجولة 2 | الجولة 3                            | ربع النهائي | نصف النهائي | النهائي  | النهائي  |
| الرياضي     | الحدث                | نتيجة    | الرتبة   | نتيجة    | الرتبة   | نتيجة                               | نتيجة       | نتيجة       | نتيجة    | الرتبة   |
| ----------- | -------------------- | -------- | -------- | -------- | -------- | ----------------------------------- | ----------- | ----------- | -------- | -------- |
| رمزي بوخيام | الركوب القصير للرجال | 10.23    | Q 2      | غ/م      | غ/م      | ميشال بورز (فرنسا) خسارة 9.40—12.43 | لم يتأهل    | لم يتأهل    | لم يتأهل | لم يتأهل |

## ركوب الدراجات

### الطريق
يشارك من المغرب متسابق واحد في منافسة سباق الطريق للرجال ضمن الألعاب الأولمبية الصيفية 2020، وهذا بفضل حصوله على أفضل 50 مركزًا وطنيًا (للرجال) في التصنيف العالمي للاتحاد الدولي للدراجات.
| الرياضي       | الحدث              | التوقيت        | الترتيب        |
| ------------- | ------------------ | -------------- | -------------- |
| محسن الكوراجي | سباق الطريق للرجال | لم يكمل السباق | لم يكمل السباق |

## ركوب الكنو
أهل المغرب رياضيين لكل فئة من الفئات التالية خلال بطولة 2021 الإفريقية للتعرج بالكنو في لا سيو دي أورغل، إسبانيا.
| الرياضي      | الحدث                  | الدور التمهيدي | الدور التمهيدي | الدور التمهيدي | الدور التمهيدي | الدور التمهيدي | الدور التمهيدي | نصف نهائي | نصف نهائي | النهائي  | النهائي  |
| الرياضي      | الحدث                  | الجولة 1       | الرتبة         | الجولة 2       | الرتبة         | الأقضل         | الرتبة         | التوقيت   | الرتبة    | التوقيت  | الرتبة   |
| ------------ | ---------------------- | -------------- | -------------- | -------------- | -------------- | -------------- | -------------- | --------- | --------- | -------- | -------- |
| سودي ماتيس ‏  | رجال K-1 [الإنجليزية]  | 93.86          | 7              | 100.92         | 19             | 93.86          | 15             | 103.58    | 18        | لم يتأهل | لم يتأهل |
| سيليا جودار ‏ | سيدات K-1 [الإنجليزية] | 171.38         | 24             | 258.46         | 27             | 171.38         | 27             | لم تتأهل  | لم تتأهل  | لم تتأهل | لم تتأهل |

## الرماية
حصل الرماة المغاربة على مقعد في منافسة السكيت للسيدات ضمن الألعاب الأولمبية الصيفية 2020.
| الرياضي       | الحدث                                                            | التصفيات | التصفيات | النهائي  | النهائي  |
| الرياضي       | الحدث                                                            | النقط    | الرتبة   | النقط    | الرتبة   |
| ------------- | ---------------------------------------------------------------- | -------- | -------- | -------- | -------- |
| ابتسام مريغي ‏ | الرماية في الألعاب الأولمبية الصيفية 2020 – الطبق الطائر للسيدات | 117      | 16       | لم يتأهل | لم يتأهل |

## غولف
أهل المغرب لاعب غولف واحد في البطولة الأولمبية. تأهلت مها الحديوي مباشرة من بين أفضل 60 لاعبة مؤهلة لحدث السيدات بناءً على تصنيفات IGF العالمي اعتبارًا من 29 يوليو 2021.
| الرياضي     | الحدث | الدور الأول | الدور الثاني | الدور الثالت | الدور الرابع | مجموع   | مجموع   | مجموع   |
| الرياضي     | الحدث | النتيجة     | النتيجة      | النتيجة      | النتيجة      | النتيجة | الضربات | المرتبة |
| ----------- | ----- | ----------- | ------------ | ------------ | ------------ | ------- | ------- | ------- |
| مها الحديوي | سيدات | 72          | 74           | 70           | 69           | 285     | +1      | T43     |

## الفروسية
أهل المغرب رياضي واحد في مسابقة الترويض ضمن الألعاب الأولمبية الصيفية 2020، من خلال حصوله على أفضل مركزين في الترتيب الأولمبي الفردي الخاص بالاتحاد الدولي للفروسية للمجموعة السادسة (أفريقيا والشرق الأوسط). كما تمت إضافة فريق من ثلاثة فرسان في منافسات القفز على الحواجز مكان فريق دولة قطر المستبعد، باعتباره الفريق التالي الأعلى تصنيفًا، وغير المؤهل بعد في التصفيات الأولمبية المصممة من قبل الاتحاد الدولي للفروسية (FEI) للمجموعة السادسة في التي أقيمت في الرباط.

### ترويض
| الرياضي         | الحصان      | الحدث | الجائزة الكبرى | الجائزة الكبرى | الجائزة الكبرى الحرة | الجائزة الكبرى الحرة | المجموع  | المجموع  |
| الرياضي         | الحصان      | الحدث | النتيجة        | الرتبة         | تقني                 | فني                  | النتيجة  | الرتبة   |
| --------------- | ----------- | ----- | -------------- | -------------- | -------------------- | -------------------- | -------- | -------- |
| ياسين الرحموني ‏ | All At Once | فردي  | 66.599         | 44             | لم يتأهل             | لم يتأهل             | لم يتأهل | لم يتأهل |

### القفز على الحواجز
| الرياضي                                               | الحصان                     | الحدث | التصفيات | التصفيات | النهائي  | النهائي  | المجموع  | المجموع  |
| الرياضي                                               | الحصان                     | الحدث | الأخطاء  | الرتبة   | الأخطاء  | الرتبة   | الأخطاء  | الرتبة   |
| ----------------------------------------------------- | -------------------------- | ----- | -------- | -------- | -------- | -------- | -------- | -------- |
| علي الأحرش ‏                                           | USA de Riverland           | فردي  | إقصاء    | إقصاء    | لم يتأهل | لم يتأهل | لم يتأهل | لم يتأهل |
| الغالي بوقاع [الإنجليزية]                             | Davino Q                   | فردي  | 14.00    | 60       | لم يتأهل | لم يتأهل | لم يتأهل | لم يتأهل |
| عبد الكبير ودار                                       | Istanbull v.h Ooievaarshof | فردي  | 16.00    | 63       | لم يتأهل | لم يتأهل | لم يتأهل | لم يتأهل |
| علي الأحرش ‏ الغالي بوقاع [الإنجليزية] عبد الكبير ودار | وفق ما ورد مسبقاً           | فرق   | 37.00    | 13       | لم يتأهل | لم يتأهل | لم يتأهل | لم يتأهل |

## كاراتيه
أهل المغرب رياضية واحدة في الدورة الأولمبية الافتتاحية، بحيث تأهلت ابتسام صديني مباشرة لفئة الكوميتيه للسيدات 61 كلغ بحصولها على المركز الأول في بطولة التصفيات الأولمبية العالمية 2021 في باريس، فرنسا.
| الرياضي       | الحدث        | دور التصفيات                         | دور التصفيات                      | دور التصفيات                  | دور التصفيات                        |         | نصف نهائي     | النهائي       | النهائي |
| الرياضي       | الحدث        | الخصم النتيجة                        | الخصم النتيجة                     | الخصم النتيجة                 | الخصم النتيجة                       | المرتبة | الخصم النتيجة | الخصم النتيجة | المرتبة |
| ------------- | ------------ | ------------------------------------ | --------------------------------- | ----------------------------- | ----------------------------------- | ------- | ------------- | ------------- | ------- |
| ابتسام ساديني | سيدات 67 كلغ | Jovana Preković (صربيا) · خسارة' 1–3 | Anita Serogina (أوكرانيا) · D 1–1 | جيانا فاروق (مصر) · خسارة 0–5 | Alexandra Grande (بيرو) · خسارة 1–3 | 5       | لم تتأهل      | لم تتأهل      | 9       |

## المبارزة بالسيف
أهل المغرب مبارز واحد في المسابقة الأولمبية، بحيث حصل حسام الكرد على مكان في بطولة الرجال كأفضل مبارز يتنافس على التأهل من إفريقيا في التصنيف الرسمي من قبل الاتحاد الدولي للعبة.
| الرياضي     | الحدث      | دور 32  | دور 16  | ربع نهائي | نصف نهائي | ملحق    | النهائي / مركز ثالت | النهائي / مركز ثالت |
| الرياضي     | الحدث      | النتيجة | النتيجة | النتيجة   | النتيجة   | النتيجة | النتيجة             | المرتبة             |
| ----------- | ---------- | ------- | ------- | --------- | --------- | ------- | ------------------- | ------------------- |
| حسام الكورد | سيف للرجال |         |         |           |           |         |                     |                     |

## المصارعة
أهل المغرب مصارعًا واحدًا لبطولة المصارعة اليونانية الرومانية 77 كلغ للرجال في المسابقة الأولمبية، وذلك بعد تأهله إلى نهائيات البطولة المؤهلة لأفريقيا وأوقيانوسيا 2021 في الحمامات، تونس.
| الرياضي         | الحدث  | دور 32  | دور 16  | ربع نهائي | نصف نهائي | ملحق    | النهائي / مركز ثالت | النهائي / مركز ثالت |
| الرياضي         | الحدث  | النتيجة | النتيجة | النتيجة   | النتيجة   | النتيجة | النتيجة             | المرتبة             |
| --------------- | ------ | ------- | ------- | --------- | --------- | ------- | ------------------- | ------------------- |
| زياد آيت أوكرام | 77 كلغ | انسحاب  | انسحاب  | انسحاب    | انسحاب    | انسحاب  | انسحاب              | انسحاب              |

## الملاكمة
يدخل المغرب إلى الألعاب الأولمبية الصيفية 2020 بسبعة ملاكمين (أربعة رجال وثلاثة نساء)، وذالك عن طريق تأهلهم إلى المباراة النهائية من فرق الوزن لكل منهم في بطولة التصفيات الأفريقية 2020 في ديامينياديو بالسنغال.
| الرياضي       | الحدث  | دور 32 | دور 16                         | ربع النهائي | نصف النهائي | النهائي    | النهائي    |
| الرياضي       | الحدث  | نتيجة | نتيجة                          | نتيجة       | نتيجة       | نتيجة      | ترتيب      |
| الرجال        | الرجال | الرجال | الرجال                         | الرجال      | الرجال      | الرجال     | الرجال     |
| ------------- | ------ | --- | ------------------------------ | ----------- | ----------- | ---------- | ---------- |
| محمد حموت     | 57 كلغ | دانيال شهبخش ‏ (إيران) · خسارة 0–5 | لم يتأهل                       | لم يتأهل    | لم يتأهل    | لم يتأهل   | لم يتأهل   |
| عبد الحق ندير | 63 كلغ | ريتشارنو كولين (موريشيوس) · خسارة 1–4 | لم يتأهل                       | لم يتأهل    | لم يتأهل    | لم يتأهل   | لم يتأهل   |
| محمد الصغير   | 81 كلغ | [[ملف:خطأ لوا في وحدة:Country_alias على السطر 165: Invalid country alias: OCR.\|22x20px\|حدود\|alt=\|link=]] Khataev ([[خطأ لوا في وحدة:Country_alias على السطر 165: Invalid country alias: OCR. في الألعاب الأولمبية الصيفية 2020\|خطأ لوا في وحدة:Country_alias على السطر 165: Invalid country alias: OCR.]]) خسارة RSC | لم يتأهل                       | لم يتأهل    | لم يتأهل    | لم يتأهل   | لم يتأهل   |
| يونس باعلا    | 91 كلغ | غ/م | Nyika (نيوزيلندا) · خسارة 0–5  | \|لم يتأهل  | \|لم يتأهل  | \|لم يتأهل | \|لم يتأهل |
| السيدات       |        | |                                |             |             |            |            |
| رباب شضار     | 51 كلغ | Davison (بريطانيا العظمى) · خسارة 0–5 | لم يتأهل                       | لم يتأهل    | لم يتأهل    | لم يتأهل   | لم يتأهل   |
| أميمة بلحبيب  | 69 كلغ | غ/م | Lysenko (أوكرانيا) · خسارة 0–5 | لم يتأهل    | لم يتأهل    | لم يتأهل   | لم يتأهل   |
| خديجة المرضي  | 75 كلغ | انسحاب | انسحاب                         | انسحاب      | انسحاب      | انسحاب     | انسحاب     |